# Oryctes heros
Oryctes heros är en skalbaggsart som beskrevs av S. Endrödi 1973. Oryctes heros ingår i släktet Oryctes och familjen Dynastidae. Inga underarter finns listade i Catalogue of Life.